# Gliese 581
Gliese 581 (HO Librae) je hvězda v souhvězdí Vah, která je vzdálena od Země asi 22 světelných let a je červeným trpaslíkem spektrálního typu M3V. Má hmotnost třetiny našeho Slunce a je 89. nejbližší známou hvězdou. Pozorování naznačují, že hvězda má planetární systém, který obsahuje čtyři a nepotvrzené další dvě planety; Gliese 581 e, b, a c jsou potvrzené už delší dobu. V roce 2007 vědci potvrdili existenci planety d. Planety f a g jsou nepotvrzené.
Gliese 581 byla předmětem značné pozornosti, byla u ní možnost existence první obyvatelné exoplanety. Nejprve byla pozornost věnována planetě c, poté planetám d a g.
V dubnu 2007 si získala pozornost Gliese 581 c, první exoplaneta, která měla hmotnost podobnou Zemi, a která byla nalezena poblíž obyvatelné zóny hvězdy. Od té doby bylo prokázáno podle známých klimatických modelů, že planeta má pádivý skleníkový efekt a je s největší pravděpodobností příliš horká, aby byla obyvatelná a podobá se Venuši. Planeta Gliese 581 d se může nacházet uvnitř obyvatelné zóny, nebo jen málo za vnější hranicí obyvatelné zóny hvězdy (v závislosti na skleníkovém efektu její atmosféry), analogií pro ni je Mars.
Objev Gliese 581 e byl ohlášen v dubnu 2009; a v této době byla planetou s nejmenší hmotností v obyvatelné zóně hvězdy, známou u hvězdy hlavní posloupnosti.
Další pozornost vyvolala hvězda v září 2010, kdy byl oznámen objev planety Gliese 581 g, která měla mít oběžnou dráhu mezi planetami c a d, a bylo pravděpodobné, že planeta má s největší pravděpodobností vhodné podmínky pro existenci kapalné vody na svém povrchu. Nacházet se měla též uprostřed obyvatelné zóny. Její existence je ale sporná, planeta nebyla potvrzena.
Dne 27. listopadu 2012 Evropská kosmická agentura oznámila objev kometárního disku, který obsahuje nejméně desetkrát více těles než Kuiperův pás ve Sluneční soustavě. Tím je omezena existence planet za vzdáleností 0,75 AU od Gliese 581.

## Charakteristika
Název Gliese 581 odkazuje na hvězdu s katalogovým číslem 581 v Glieseho katalogu blízkých hvězd z roku 1957, který obsahuje 965 hvězd do vzdálenosti 20 parseků od Země. Další názvy hvězdy jsou BD −07°4003 (hvězdný katalog s polohami přibližně 458 000 hvězd severní a jižní oblohy pro deklinaci od +90° do −23°) a HO Librae (označení v katalogu proměnnou hvězdu). Hvězda nemá vlastní jméno, jako například Sirius nebo Prokyon. Hvězda je červeným trpaslíkem spektrálního typu M3V a nachází se ve vzdálenosti 20,3 světelných let od Země, dva stupně severně od hvězdy Beta Librae, nejjasnější hvězdy v souhvězdí Vah. Její hmotnost se odhaduje na přibližně třetinu sluneční hmotnosti, a je 89. nejbližší známou hvězdou od Slunce.

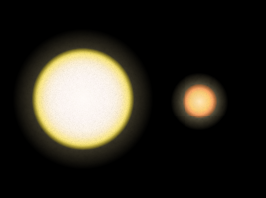
Srovnání velikostí. Slunce (nalevo) a Gliese 581 (napravo)

Červený trpaslík Gliese 581 má nižší hmotnost než Slunce, a proto zde probíhá fúze vodíku na helium mnohem pomaleji než v Slunci. Ze zdánlivé velikosti a vzdálenosti můžeme odhadnout, že hvězda má efektivní teplotu 3200 K a jasnost 0,2 procenta jasnosti našeho Slunce. Červený trpaslík Gliese 581 vyzařuje záření především v infračervené oblasti spektra, s maximálními emisemi na vlnové délce zhruba 830 nm (odhadnuto pomocí Wienova posunovacího zákona, který předpokládá, že hvězda vyzařuje jako absolutně černé těleso), takže odhadem se podcení celkový jas hvězdy. Pro srovnání, maximální emise záření Slunce jsou zhruba na vlnové délce 530 nm, uprostřed viditelné části spektra). Když se vezme úvahu záření v celém spektrálním rozsahu (nejen v té části, kterou jsou schopni lidé vnímat očima), a vezme se v úvahu bolometrická korekce, tak je absolutní hvězdná velikost Gliese 581 1,3 procenta sluneční. Planeta se proto musí nacházet mnohem blíže ke hvězdě, aby získala stejné množství energie jako Země. Oblasti vesmíru kolem hvězd, kde se nachází planety, které získají zhruba stejné množství energie jako Země se označují jako obyvatelná zóna hvězdy. Rozsah obyvatelné zóny není pevně stanoven a je odlišná pro každou hvězdu.
Gliese 581 je klasifikována jako proměnná hvězda typu BY Draconis, a má označení HO Librae. Hvězda vykazuje variabilitu v důsledku přítomnosti hvězdných skvrn v kombinaci s rotací hvězdy. Nicméně, naměřená variabilita se nachází v blízkosti chyby měření, a je-li skutečná, jedná se velmi pravděpodobně o dlouhodobou variabilitu. Její jas je mění v rozmezí do 1 procenta. Gliese 581 vyzařuje také rentgenové paprsky.

## Planetární soustava
Planety obíhají kolem Gliese 581 se sklonem mezi 30 až 70 stupňů, jestliže je rovina ekliptiky definována prachovým diskem hvězdy.
Okolo hvězdy obíhá tři až šest planet. Gliese 581 b, přibližně velikosti Neptunu, byla objevena v srpnu 2005 a byl pátou planetou, která byla objevena u červeného trpaslíka. Tato vnitřní planeta je nejméně 16krát hmotnější než Země (má hmotnost podobnou Neptunu) a oběžná doba planety okolo Gliese 581 je pouhých 5,4 dne.
Další planeta, Gliese 581 c, byla objevena v dubnu 2007. Ve svém článku v roce 2007, Udry a spol. tvrdí, že pokud Gliese 581 c má složení stejné jako Země, mohla by mít poloměr 1,5 Země. V době svého objevu byla Zemi nejpodobnější ze všech známých exoplanet.
Přímé měření poloměru planety nelze uskutečnit, protože při pohledu ze Země planeta netranzituje, nepřechází přes disk hvězdy. S minimální hmotností zhruba pětinásobku Země nebo třetiny Neptuna Gliese 581 c obíhá uvnitř obyvatelné zóny své mateřské hvězdy. Průměrná povrchová teplota černého tělesa se odhaduje mezi −3 °C (pro albedo jako má Venuše) a 40 °C (pro albedo Země), nicméně, povrchová teplota by mohla být mnohem vyšší (přibližně 500 stupňů Celsia) v důsledku skleníkového efektu podobného, jaký je na Venuši. Někteří astronomové věří, že systém mohl projít planetární migrací a Gliese 581 c se mohla vytvořit za čárou mrazu a její složení se podobá ledovým měsícům Sluneční soustavy, jako je Ganymed. Gliese 581 c vykoná jeden oběh kolem hvězdy za necelých 13 dní.

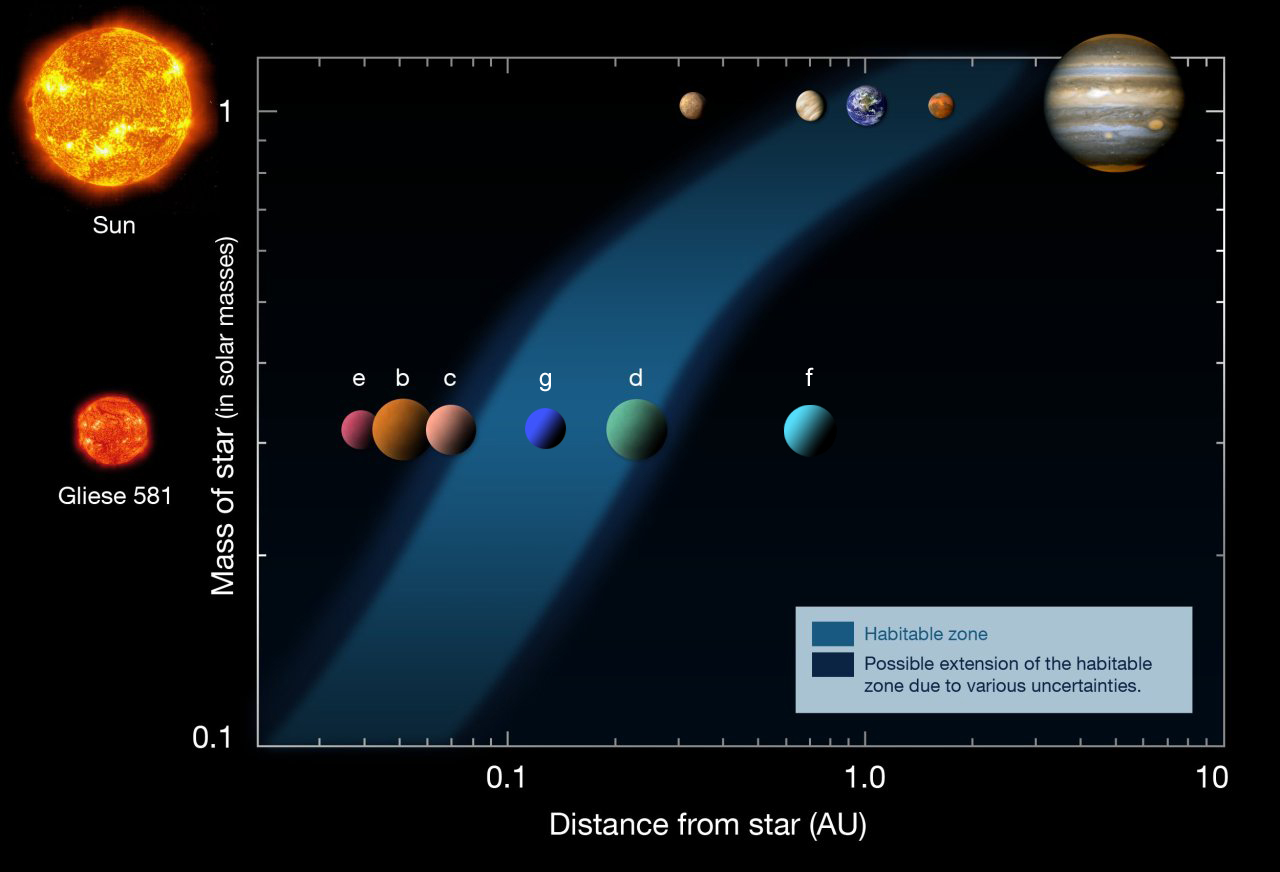
Srovnání obyvatelné zóny Slunce a Gliese 581

Dle pozorování v planetárním systému měla být i třetí planeta, Gliese 581 d, s hmotností zhruba 7 Zemí, nebo poloviny Uranu, a jeden oběh kolem hvězdy měla vykonat za 66,8 pozemských dní. Její oběžná dráha se nachází na vnější hranici obyvatelné zóny Gliese 581, a byla kandidátem života na bázi uhlíku.
Objev čtvrté planety, Gliese 581 e, byl ohlášen dne 21. dubna 2009 a potvrzen v září 2012. Tato planeta, s minimální hmotnosti 1,9 Země, byla v té době nejméně hmotnou potvrzenou exoplanetou obíhající kolem hvězdy hlavní posloupnosti. Jeden oběh kolem hvězdy jí trvá 3,15 dne.
Dne 27. listopadu 2012 Evropská kosmická agentura oznámila, že Herschelova vesmírná observatoř objevila okolo hvězdy kometární disk ve vzdálenosti 25 ± 12 AU, který může dosahovat až do vzdálenosti 60 AU. Může se v něm nacházet nejméně 10krát více komet než ve Sluneční soustavě. To pravděpodobně planety o hmotnosti Saturnu ve vzdálenosti větší než 0,75 AU. Nicméně další (neobjevená) planeta ve vzdálenosti větší než 5 AU, může kometární disk doplňovat.

## Řešení pro čtyři planety, rok 2009

Planetární systém Gliese 581, řešení z roku 2009 s výrazně eliptickými dráhami pro planety c a d

Dynamické simulace planetárního systému Gliese 581 ukazují za předpokladu, že oběžné dráhy planet b až d se nachází jedné rovině, že systém se stane nestabilním, pokud hmotnosti planet jsou větší než 1,6 až 2 násobek jejich minimální hmotnosti. Horní limit pro hmotnosti planet je 3,1, 30,4, 10,4 a 13,8 násobek hmotnosti Země pro planety e, b, c, a d. Tomu odpovídá největší sklon k ekliptice měřený od roviny prachového disku hvězdy.
Za dva další roky pozorování dalekohledem HARPS se zdvojnásobilo množství dat o systému, což umožnilo znovu definovat výstřednosti drah planet. Ukázalo se, že planeta e musí mít dráhu s výraznou excentricitou s menším sklonem oběžné dráhy k ekliptice.
Systém Gliese 581

## Řešení pro šest planet, rok 2010

Řešení planetárního systému Gliese 581 z roku 2010, s kruhovými oběžnými drahami planet

Dne 29. září 2010, astronomové z Keckovy observatoře na Havaji navrhli na základě analýzy dat z přístrojů HIRES a HARPS v systému další dvě planety, Gliese 581 f a Gliese 581 g, které měly v obíhat hvězdu v téměř kruhových dráhách. Přezdívku Zarmina dostala planeta Gliese 581 g po jménu manželky objevitele, předpokládaná hmotnost planety g byla odhadnuta na tři až čtyři hmotnosti Země, měla mít oběžnou dobu je 37 dní a nacházet se uvnitř obyvatelné zóny hvězdy a mít vázanou rotaci, tj. je stále přivrácená stejnou stranou k hvězdě.
Přibližné poměry oběžných drah sousedních planet jsou (vždy pokračování vnější planetou): 3:5, 2:5, 1:3, 1:2, 2:13.
Parametry oběžných drah uvedené níže vycházejí z předpokladu, ve kterém byla výstřednost oběžných drah planet stanovena 0. Umožnění výstřednosti drah oběžné dráhy nijak významně nezmění.
Podle prezentace F. Pepeho na sympoziu IAU č. 276, planeta g nebyla detekována novou analýzou dat získaných spektrografem HARPS, a tak jsou planety f a g uvedeny jako nepotvrzené v Extrasolar Planets Encyclopaedia. Následné studie publikované v září 2011 a další v roce 2012 ukazují, že planety Gliese f a g neexistují, i když první studie byla prohlášena jinými skupinami astronomů za spornou.
Systém Gliese 581

## Radiová zpráva ze Země

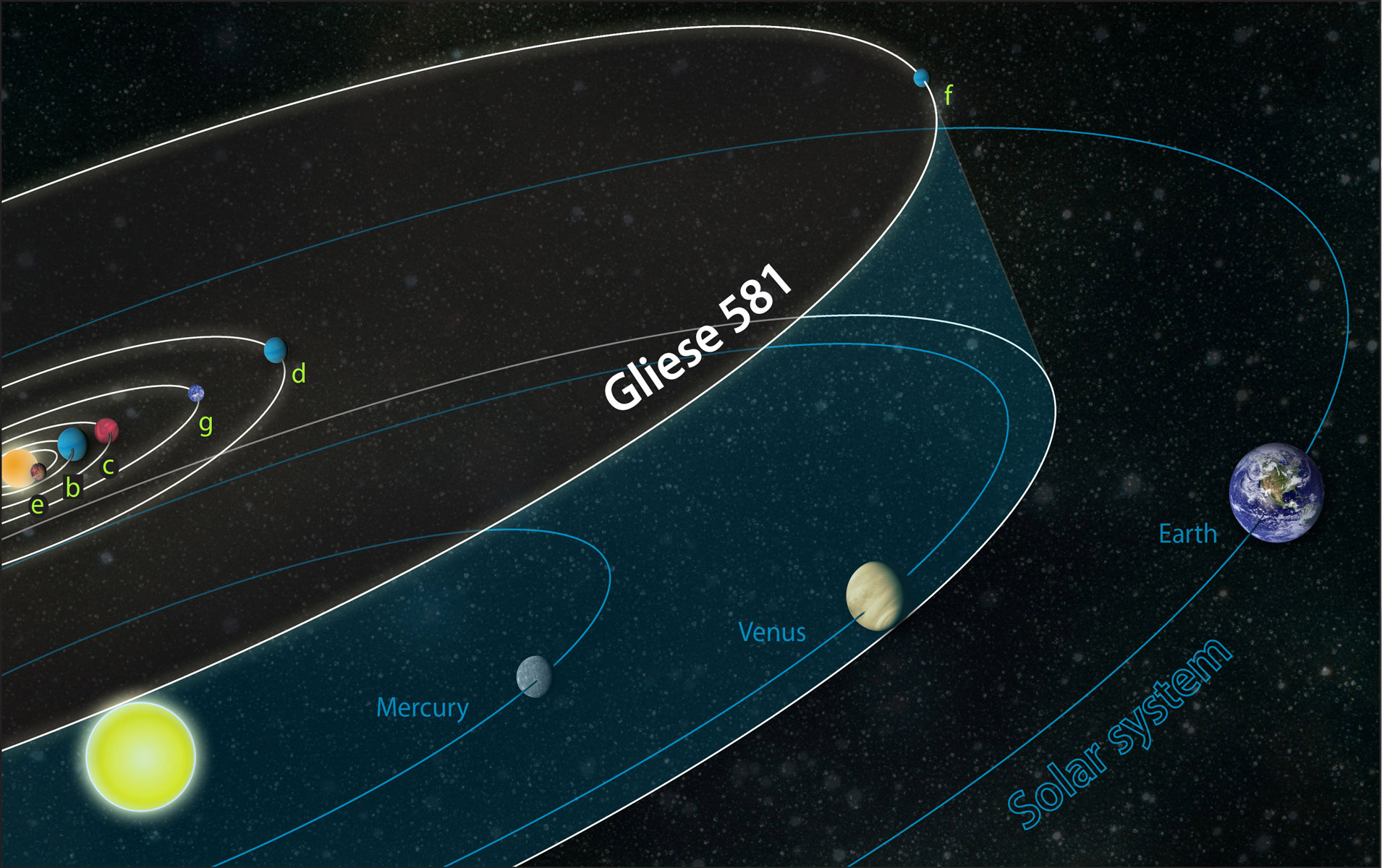
Porovnání planetátního systému Gliese 581 a Sluneční soustavy

Dne 9. října 2008 byl ze Země ke Gliese 581 c odeslán velmi silný modulovaný radiový impuls, který obsahuje Zprávu ze Země (tzv. AMFE). Obsahuje 501 zpráv, které byly vybrány prostřednictvím soutěže na sociální síti Bebo. Zpráva byla odeslána z radarového teleskopu RT-70 Ukrajinské národní vesmírné agentury v Jevpatoriji. Signál dosáhne Gliese 581 na počátku roku 2029.